# Calamothespis vuattouxi
Calamothespis vuattouxi es una especie de mantis de la familia Toxoderidae.

## Distribución geográfica
Se encuentra en Costa de Marfil.